# La miezul nopții
La miezul nopții (Four past Midnight) este o colecție de 4 nuvele de Stephen King. A fost publicată la 24 septembrie 1990 de Viking. Este a doua carte a lui King de acest tip după Anotimpuri diferite (Different Seasons, 1982). Colecția a câștigat Premiul Bram Stoker în 1990 pentru cea mai bună colecție și a fost nominalizată la Premiul Locus în 1991.

## Lista nuvelelor
- Langolierii (The Langoliers)
- Fereastra secretă, grădina secretă (Secret Window, Secret Garden)
- Polițistul Bibliotecii  (The Library Policeman)
- Câinele Polaroid (The Sun Dog)

## Ecranizări
Nuvela Langolierii a fost adaptată de Tom Holland în 1995 ca un film de televiziune omonim în două părți. În 2004 a avut premiera filmului Fereastra secretă  cu Johnny Depp și John Turturro. Acesta a fost scris și regizat de David Koepp. 

## Traduceri
- 2006 - traducere de Constantin Dumitru-Palcus, Editura Trei, Colecția Fiction Connection, ISBN: 973-707-063-1[3]

## Vezi și
- Listă de povestiri după care s-au făcut filme
- 1990 în literatură
- Ficțiune scurtă de Stephen King